# Tanda (Egipt)
Tanda – miejscowość w Egipcie, w muhafazie Al-Minja. W 2006 roku liczyła 34 551 mieszkańców.